# Axiers Sucre
Axiers Sucre Briceno (Anzoátegui, 27 luglio 1978) è un cestista venezuelano.

## Carriera
Con il Venezuela ha disputato quattro edizioni dei Campionati americani (2007, 2009, 2011, 2013).